# Gynodiastylis dilatata
Gynodiastylis dilatata är en kräftdjursart som beskrevs av Hale 1946. Gynodiastylis dilatata ingår i släktet Gynodiastylis och familjen Gynodiastylidae. Inga underarter finns listade i Catalogue of Life.